# Lista de mulheres candidatas à presidência e vice-presidência dos Estados Unidos
A seguir está uma lista de mulheres indicadas e convidadas à presidência e à vice-presidência dos Estados Unidos. Os nomeados são candidatos indicados ou de outra forma selecionados pelos partidos políticos para cargos específicos. Listadas como indicadas ou candidatas à indicação estão as mulheres que obtiveram acesso às urnas em pelo menos um estado (ou, antes da instituição das cédulas impressas pelo governo, que tiveram as cédulas distribuídas pelos seus partidos). Cada uma delas pode ter ganho a indicação de um dos partidos políticos dos EUA (seja um dos dois partidos principais ou um dos terceiros partidos), ou ter participado na votação como independente, e em ambos os casos devem ter votos na eleição para se qualificarem para esta lista. A exceção é feita para as poucas candidatas cujos partidos perderam o status de voto em disputas adicionais.

## História
Embora muitos historiadores e autores concordem que Victoria Woodhull foi a primeira mulher a concorrer à presidência, alguns questionaram a legalidade da sua candidatura. Eles discordam de classificá-la como uma candidatura verdadeira porque ela tinha menos de 35 anos de idade, constitucionalmente exigida, mas a cobertura eleitoral pelos jornais contemporâneos não sugere que a idade fosse uma questão significativa. A posse presidencial foi em março de 1873, enquanto Woodhull só completou 35 anos em setembro daquele ano.
A primeira mulher a receber votos em uma convenção política nacional para vice-presidente foi a ativista e oradora Quaker Lucretia Coffin Mott que recebeu 6% dos votos na primeira votação para a indicação para vice-presidente na convenção de 1848 do Partido da Liberdade.
Margaret Chase Smith anunciou sua candidatura à indicação do Partido Republicano em 1964, tornando-se a primeira mulher candidata à indicação de um partido importante. Ela se qualificou para a votação em seis primárias estaduais e ficou em segundo lugar nas primárias de Illinois, recebendo 25% dos votos. Ela se tornou a primeira mulher a ter seu nome indicado para a presidência em uma convenção de um grande partido político.
Charlene Mitchell foi a primeira mulher afro-americana a concorrer à presidência e a primeira a receber votos válidos nas eleições gerais, em 1968. Ela se qualificou para a votação em dois estados como indicada pelo Partido Comunista dos Estados Unidos, obtendo 1.075 votos.
Em 1972, Shirley Chisholm tornou-se a primeira candidata negra à indicação presidencial de um partido importante e a primeira mulher a concorrer à indicação do Partido Democrata. Durante as primárias, Chisholm venceu a primária de Nova Jérsei, tornando-se a primeira mulher ou afro-americana a vencer as primárias em um estado. Isto não seria repetido por outra mulher por 36 anos, em 2008.
Também em 1972, Tonie Nathan, candidata a vice-presidente do Partido Libertário, tornou-se a primeira mulher a receber um voto do colégio eleitoral, através do eleitor infiel Roger MacBride. Na eleição presidencial de 1988, Lenora Fulani tornou-se a primeira mulher a conseguir acesso à votação em todos os cinquenta estados. Fulani também foi o primeiro afro-americano a fazê-lo. Três de suas companheiras de chapa, Joyce Dattner, Mamie Moore (também afro-americana) e Wynonia Burke, também obtiveram acesso às urnas separadamente em números variados nos 50 estado.
A primeira mulher a ser indicada por um grande partido para vice-presidente foi a democrata Geraldine Ferraro, em 1984. A segunda, e primeira republicana, foi Sarah Palin, em 2008.
Nas primárias presidenciais democratas de 2008, a senadora Hillary Clinton, de Nova Iorque, tornou-se a primeira mulher a ser listada como candidata presidencial em todas as primárias e caucus em todo o país. Apesar de ter perdido a indicação numa disputa acirrada contra Barack Obama, Clinton obteve mais votos em 2008 do que qualquer mulher candidata nas primárias na história americana.
A ex-Secretária de Estado Hillary Clinton tornou-se a primeira mulher indicada para presidente por um grande partido depois de ganhar a maioria dos delegados prometidos nas primárias do Partido Democrata de 2016, e foi formalmente indicada na Convenção Nacional Democrata em 26 de julho de 2016. Como candidata de um partido importante, Clinton tornou-se a primeira mulher a participar em um debate presidencial e, mais tarde, a primeira a vencer um estado nas eleições gerais. Apesar de perder a eleição, Clinton tornou-se a primeira mulher a ganhar o voto popular, recebendo quase 66 milhões de votos contra os 63 milhões de Donald Trump.
O Partido Verde concorreu três vezes com uma mulher canditada, Cynthia McKinney em 2008 e Jill Stein em 2012 e 2016. Stein é atualmente a terceira mulher candidata com mais votos nas eleições gerais, tendo recebido quase 1,5 milhão de votos em 2016.
Antes do ciclo da eleição presidencial nos Estados Unidos em 2020, apenas cinco mulheres ao longo da história haviam chegado ao palco do debate nas primárias de um grande partido: as democratas Shirley Chisholm (em 1972), Carol Moseley Braun (em 2004) e Hillary Clinton (em 2008 e 2016), e as republicanas Michele Bachmann (em 2012) e Carly Fiorina (em 2016); nunca houve mais de uma mulher no palco do debate ao mesmo tempo, e nunca houve mais de duas mulheres concorrendo por partido ao mesmo tempo. No ciclo eleitoral presidencial de 2020, um recorde de seis mulheres concorreram à presidência pelo Partido Democrata: a senadora Elizabeth Warren de Massachusetts, a senadora Kamala Harris da Califórnia, a senadora Amy Klobuchar de Minnesota, a senadora Kirsten Gillibrand de Nova Iorque, a deputada Tulsi Gabbard do Havaí e a autora Marianne Williamson. A noite inicial do primeiro debate nas primárias democratas, que ocorreu de 26 a 27 de junho de 2019, foi um marco importante, pois contou com três mulheres: Warren, Klobuchar e Gabbard; Harris, Gillibrand e Williamson participaram na segunda noite.
Jo Jorgensen foi a candidata presidencial do Partido Libertário para as eleições de 2020 e é a primeira mulher a ser indicada por esse partido. Jorgensen é atualmente a segunda candidata com mais votos nas eleições gerais, tendo recebido quase 1,9 milhões de votos em 2020.
Kamala Harris é a vice-presidente dos Estados Unidos. Ela é a primeira mulher vice-presidente dos Estados Unidos e a autoridade eleita de mais alto escalão na história dos EUA. Ela também é a primeira vice-presidente asiático-americana e a primeira afro-americana.
Em 19 de novembro de 2021, Harris tornou-se a primeira mulher a servir como presidente interina, quando o presidente Joe Biden invocou a terceira seção da Vigésima Quinta Emenda antes de se submeter a um procedimento médico de rotina. Harris foi presidente interina das 10h10 às 11h35.
Em 3 de março de 2024, Nikki Haley tornou-se a primeira mulher a vencer uma primária republicana na história americana.

## Candidatas à presidência

### Candidatas que receberam votos do colégio eleitoral
| Ano  | Nome                | Partido           | Companheiro de chapa | Votos do colégio eleitoral | Total de votos do colégio eleitoral | Vencedor     |
| ---- | ------------------- | ----------------- | -------------------- | -------------------------- | ----------------------------------- | ------------ |
| 2016 | Hillary Clinton     | Partido Democrata | Tim Kaine            | 227                        | 538                                 | Donald Trump |
| 2016 | Faith Spotted Eagle | Não aplicável     | Não aplicável        | 1                          | 538                                 | Donald Trump |

### Candidatas às eleições gerais por voto popular
Esta lista, ordenada pelo número de votos recebidos, inclui candidatas que competiram para Presidente dos Estados Unidos em eleições gerais e receberam mais de 40.000 votos.
† Vencedora do voto popular
| Ano  | Foto    | Nome             | Partido                              | Votos        | Presidente eleito     |
| ---- | ------- | ---------------- | ------------------------------------ | ------------ | --------------------- |
| 2016 |         | Hillary Clinton  | Partido Democrata                    | 65.853.516†  | Donald Trump          |
| 2020 |         | Jo Jorgensen     | Partido Libertário                   | 1.865.724    | Joe Biden             |
| 2016 |         | Jill Stein       | Partido Verde                        | 1.457.218    | Donald Trump          |
| 2012 | 468.907 | Jill Stein       | Partido Verde                        | Barack Obama |                       |
| 1988 |         | Lenora Fulani    | Partido da Nova Aliança              | 217.219      | George H. W. Bush     |
| 1992 | 73.714  | Lenora Fulani    | Partido da Nova Aliança              | Bill Clinton |                       |
| 2008 |         | Cynthia McKinney | Partido Verde                        | 161.797      | Barack Obama          |
| 1972 |         | Linda Jenness    | Partido Socialista dos Trabalhadores | 83.380       | Richard Nixon         |
| 1984 |         | Sonia Johnson    | Partido dos Cidadãos                 | 72.200       | Ronald Reagan         |
| 2012 |         | Roseanne Barr    | Partido Paz e Liberdade              | 67.326       | Barack Obama          |
| 1976 |         | Margaret Wright  | Partido do Povo                      | 49.024       | Jimmy Carter          |
| 1940 |         | Gracie Allen     | Partido Surpresa                     | 42.000       | Franklin D. Roosevelt |

### Candidatas às eleições primárias
Esta lista, ordenada pelo número de votos recebidos, inclui candidatas que tentaram a indicação presidencial do seu partido em pelo menos uma primária ou caucus e receberam mais de 5.000 votos.

     Indicada pelo partido
| Ano  | Foto            | Nome                 | Partido             | Votos      | Estados ganhos  | Indicado(a) pelo partido |
| ---- | --------------- | -------------------- | ------------------- | ---------- | --------------- | ------------------------ |
| 2008 |                 | Hillary Clinton      | Partido Democrata   | 17.857.501 | 23              | Barack Obama             |
| 2016 | Hillary Clinton | Partido Democrata    | 16.914.722          | 34         | Hillary Clinton |                          |
| 2024 |                 | Nikki Haley          | Partido Republicano | 4.356.256  | 2               | Donald Trump             |
| 2020 |                 | Elizabeth Warren     | Partido Democrata   | 2.780.679  | 0               | Joe Biden                |
| 2020 |                 | Amy Klobuchar        | Partido Democrata   | 524.375    | 0               | Joe Biden                |
| 2020 |                 | Marianne Williamson  | Partido Democrata   | 22.334     | 0               | Joe Biden                |
| 2024 | 443.784         | Marianne Williamson  | Partido Democrata   | 0          | Joe Biden       |                          |
| 1972 |                 | Shirley Chisholm     | Partido Democrata   | 430.703    | 1               | George McGovern          |
| 2020 |                 | Tulsi Gabbard        | Partido Democrata   | 261.253    | 0               | Joe Biden                |
| 1964 |                 | Margaret Chase Smith | Partido Republicano | 227.007    | 0               | Barry Goldwater          |
| 2004 |                 | Carol Moseley Braun  | Partido Democrata   | 103.189    | 0               | John Kerry               |
| 1996 |                 | Elvena Lloyd-Duffie  | Partido Democrata   | 91.929     | 0               | Bill Clinton             |
| 2012 |                 | Michele Bachmann     | Partido Republicano | 41.170     | 0               | Mitt Romney              |
| 2016 |                 | Carly Fiorina        | Partido Republicano | 40.666     | 0               | Donald Trump             |
| 1996 |                 | Heather Anne Harder  | Partido Democrata   | 29.156     | 0               | Bill Clinton             |
| 2024 |                 | Teresa Bukovinac     | Partido Democrata   | 18.931     | 0               | Joe Biden                |
| 1972 |                 | Patsy Mink           | Partido Democrata   | 8.286      | 0               | George McGovern          |
| 1964 |                 | Fay Carpenter Swain  | Partido Democrata   | 7.140      | 0               | Lyndon B. Johnson        |
| 2024 |                 | Rachel Swift         | Partido Republicano | 6.895      | 0               | Donald Trump             |
| 2020 |                 | Jo Jorgensen         | Partido Libertário  | 5.123      | 2               | Jo Jorgensen             |

### Todas as candidatas

#### Indicadas pelo partido
| Ano  | Nome                           | Partido                                             | Companheiro de chapa                                    | Votos                    | Acesso à votação   |
| ---- | ------------------------------ | --------------------------------------------------- | ------------------------------------------------------- | ------------------------ | ------------------ |
| 1872 | Victoria Woodhull              | Partido da Igualdade de Direitos                    | Frederick Douglass                                      | [ 41 ]                   | 0 estados          |
| 1884 | Belva Ann Lockwood             | Partido Nacional da Igualdade de Direitos           | Marietta Stow                                           | 4.149                    | 6 estados          |
| 1888 | Belva Ann Lockwood             | Partido Nacional da Igualdade de Direitos           | Primeiro: Alfred Love Segundo: Charles Stuart Wells     | [ 45 ]                   |                    |
| 1940 | Gracie Allen                   | Partido Surpresa                                    | Não aplicável                                           | 42.000                   |                    |
| 1952 | Ellen Linea W. Jensen          | Partido da Paz de Washington                        |                                                         |                          |                    |
| 1952 | Mary Kennery                   | Partido Americano                                   |                                                         |                          |                    |
| 1952 | Agnes Waters                   | Partido Nacional da Mulher                          |                                                         |                          |                    |
| 1968 | Charlene Mitchell              | Partido Comunista                                   | Michael Zagarell                                        | 1.075                    | 2 estados          |
| 1972 | Linda Jenness                  | Partido Socialista dos Trabalhadores                | Andrew Pulley                                           | 83.380                   | 25 estados         |
| 1972 | Evelyn Reed                    | Partido Socialista dos Trabalhadores                | Andrew Pulley                                           | 13.878                   |                    |
| 1976 | Margaret Wright                | Partido do Povo                                     | Benjamin Spock                                          | 49.024                   |                    |
| 1980 | Ellen McCormack                | Partido do Direito à Vida                           | Carroll Driscoll                                        | 32.327                   |                    |
| 1980 | Maureen Smith                  | Partido Paz e Liberdade                             | Elizabeth Cervantes Barron                              | 18.116                   |                    |
| 1980 | Deirdre Griswold               | Partido Mundial dos Trabalhadores                   | Gavrielle Holmes                                        | 13.300                   |                    |
| 1984 | Sonia Johnson                  | Partido dos Cidadãos                                | Richard Walton                                          | 72.200                   | 19 estados         |
| 1984 | Gavrielle Holmes               | Partido Mundial dos Trabalhadores                   | Gloria La Riva                                          | 2.656                    | 2 estados          |
| 1988 | Lenora Fulani                  | Partido da Nova Aliança                             | Joyce Dattner                                           | 217.219                  | 34 estados         |
| 1988 | Lenora Fulani                  | Partido da Nova Aliança                             | Wynonia Burke                                           | 217.219                  | 4 estados          |
| 1988 | Lenora Fulani                  | Partido da Nova Aliança                             | Mamie Moore                                             | 217.219                  | 9 estados          |
| 1988 | Willa Kenoyer                  | Partido Socialista, Partido da União pela Liberdade | Ron Ehrenreich                                          | 3.928                    |                    |
| 1992 | Lenora Fulani                  | Partido da Nova Aliança                             | Maria Elizabeth Muñoz                                   | 73.714                   |                    |
| 1992 | Helen Halyard                  | Partido da Igualdade Socialista                     | Fred Mazelis                                            | 3.050                    |                    |
| 1992 | Isabell Masters                | Partido Olhando Para Trás                           | Walter Masters                                          | 327                      |                    |
| 1992 | Gloria La Riva                 | Partido Mundial dos Trabalhadores                   | Larry Holmes                                            | 181                      |                    |
| 1996 | Monica Moorehead               | Partido Mundial dos Trabalhadores                   | Gloria La Riva                                          | 29.083                   |                    |
| 1996 | Marsha Feinland                | Partido Paz e Liberdade                             | Kate McClatchy                                          | 25,332                   |                    |
| 1996 | Mary Cal Hollis                | Partido Socialista, Partido da União pela Liberdade | Eric Chester                                            | 4.766                    |                    |
| 1996 | Diane Beall Templin            | Partido Americano                                   | Gary Van Horn                                           | 1.847                    |                    |
| 1996 | Isabell Masters                | Partido Olhando Para Trás                           | Shirley Jean Masters                                    | 752                      |                    |
| 2000 | Monica Moorehead               | Partido Mundial dos Trabalhadores                   | Gloria La Riva                                          | 4.795                    |                    |
| 2000 | Cathy Gordon Brown             | Independente                                        | Sabrina R. Allen                                        | 1.606                    |                    |
| 2004 | Diane Beall Templin            | Partido Americano                                   | Albert B. "Al" Moore                                    | (status de voto perdido) |                    |
| 2008 | Cynthia McKinney               | Partido Verde                                       | Rosa Clemente                                           | 161.797                  | 32 estados         |
| 2008 | Gloria La Riva                 | Partido pelo Socialismo e Libertação                | Eugene Puryear                                          | 7.427                    |                    |
| 2008 | Diane Beall Templin            | Partido Americano                                   | Linda Patterson                                         | (status de voto perdido) |                    |
| 2012 | Jill Stein                     | Partido Verde                                       | Cheri Honkala                                           | 468.907                  | 36 estados         |
| 2012 | Roseanne Barr                  | Partido Paz e Liberdade                             | Cindy Sheehan                                           | 67.326                   |                    |
| 2012 | Peta Lindsay                   | Partido pelo Socialismo e Libertação                | Yari Osorio                                             | 9.388                    |                    |
| 2016 | Hillary Clinton                | Partido Democrata                                   | Tim Kaine                                               | 65.853.516               | 50 estados + DC    |
| 2016 | Jill Stein                     | Partido Verde                                       | Ajamu Baraka                                            | 1.457.044                | 43 estados + DC    |
| 2016 | Gloria La Riva                 | Partido Paz e Liberdade                             | Dennis Banks                                            | 43.742                   | 8 estados          |
| 2016 | Alyson Kennedy                 | Partido Socialista dos Trabalhadores                | Osborne Hart                                            | 10.348                   | 7 estados          |
| 2016 | Monica Moorehead               | Partido Mundial dos Trabalhadores                   | Lamont Lilly                                            | 3.722                    |                    |
| 2016 | Lynn S. Kahn                   | Independente                                        | Kathleen Monahan                                        | 5.610                    |                    |
| 2016 | Khadijah Jacob-Fambro          | Partido Revolucionário                              | Milton Fambro                                           | 748                      |                    |
| 2020 | Jo Jorgensen                   | Partido Libertário                                  | Spike Cohen                                             | 1.865.724                | 50 estados + DC    |
| 2020 | Barbara Bellar                 | Partido Republicano (por escrito)                   | Kendra Bryant                                           |                          | 10 estados         |
| 2020 | Shereen A. Elbaz               | Partido Democrata (por escrito)                     | Nenhum                                                  |                          | Washington         |
| 2020 | Betsy P. Elgar                 | Partido da Constituição (por escrito)               | Nenhum                                                  |                          | Washington         |
| 2020 | Katherine Forbes               | Independente                                        | Nenhum                                                  |                          | Minnesota, Utah    |
| 2020 | Alyson Kennedy                 | Partido Socialista dos Trabalhadores                | Malcolm Jarrett                                         | 6.791                    | 6 estados          |
| 2020 | Kathryn Gibson                 | Independente                                        | Nenhum                                                  |                          | 3 estados          |
| 2020 | Lois Marie Gillaspie-Greenwood | Independente                                        | Nenhum                                                  |                          | Virgínia Ocidental |
| 2020 | Tara Renee Hunter              | Independente                                        | Nenhum                                                  |                          | Michigan           |
| 2020 | Princess Khadijah Jacob-Fambro | Não afiliada                                        | Khadijah Jacob Sr.                                      |                          | Colorado           |
| 2020 | Ricki Sue King                 | Genealogy Know Your Family History                  | Dayna R. Chandler                                       |                          | Iowa               |
| 2020 | Gloria La Riva                 | Partido pelo Socialismo e Libertação                | Sunil Freeman (12 estados)/Leonard Peltier (IL, MN, TX) | 85.464                   | 15 estados         |
| 2020 | Susan B. Lochocki              | Independente                                        | Nenhum                                                  |                          | 5 estados          |
| 2020 | Valerie McCray                 | Independente                                        | Nenhum                                                  |                          | Indiana            |
| 2020 | Deborah Rouse                  | Independente                                        | Sheila Cannon                                           |                          | 11 estados         |
| 2020 | Jade Simmons                   | Independente                                        | Claudeliah Roze (LA, TX)/Melissa Nixon (FL)             | 6.958                    | 3 estados          |
| 2020 | Mary Ruth Caro Simmons         | Por escrito                                         | Sherrie Dow                                             |                          | 9 estados          |
| 2020 | Silvia Stagg                   | Partido Republicano (por escrito)                   | Nenhum                                                  |                          | 10 estados         |
| 2020 | Sheila "Samm" Tittle           | Partido da Constituição                             | David Carl Sandige                                      | 1.806                    | Novo México        |
| 2020 | Sharon Wallace                 | Partido Democrata (por escrito)                     | Karen M. Short                                          |                          | Maryland           |
| 2020 | Angela Marie Walls-Windhauser  | Independente                                        | Charles Tolbert                                         |                          | Flórida            |
| 2020 | Karynn Weinstein               | Independente                                        | David Weinstein                                         |                          | Connecticut        |
| 2020 | Demetra Wysinger               | WXYZ New Day                                        | Cedric D. Jefferson                                     |                          | Alasca, Minnesota  |
| Ano  | Nome                           | Partido                                             | Companheiro de chapa                                    | Votos                    | Acesso à votação   |

#### Não indicadas pelo partido
Candidatas que não conseguiram a indicação de seus partidos.
| Ano  | Nome                      | Partido               | Detalhes | Indicado(a) pelo partido |
| ---- | ------------------------- | --------------------- | --- | ------------------------ |
| 1884 | Abigail Scott Duniway     | Igualdade de Direitos | Indicação rejeitada. | Belva Ann Lockwood       |
| 1920 | Laura Clay                | Democrata             | | James M. Cox             |
| 1920 | Cora Wilson Stewart       | Democrata             | | James M. Cox             |
| 1924 | Cora Wilson Stewart       | Democrata             | 1 voto na 1ª e 15ª votações | John W. Davis            |
| 1940 | Anna Milburn              | Nacional Greenback    | Indicação recusada | John Zahnd               |
| 1964 | Margaret Chase Smith      | Republicano           | Recebeu 227.007 votos nas primárias republicanas e ganhou 27 delegados na convenção republicana | Barry Goldwater          |
| 1964 | Fay T. Carpenter Swain    | Democrata             | 7.140 votos nas primárias de Indiana | Lyndon B. Johnson        |
| 1972 | Shirley Chisholm          | Democrata             | 152 votos na convenção | George McGovern          |
| 1972 | Patsy Mink                | Democrata             | | George McGovern          |
| 1972 | Bella Abzug               | Democrata             | | George McGovern          |
| 1976 | Barbara Jordan            | Democrata             | 1 voto na convenção | Jimmy Carter             |
| 1976 | Ellen McCormack           | Democrata             | 22 votos na convenção nacional | Jimmy Carter             |
| 1980 | Koryne Kaneski Horbal     | Democrata             | 5 votos na convenção | Jimmy Carter             |
| 1980 | Alice Tripp               | Democrata             | 2 votos na convenção | Jimmy Carter             |
| 1984 | Martha Kirkland           | Democrata             | 1 voto na convenção | Walter Mondale           |
| 1984 | Mary Ruwart               | Libertário            | 77 votos na convenção (1ª votação); 99 votos na convenção (2ª votação; 3º lugar geral) | David Bergland           |
| 1984 | Tonie Nathan              | Libertário            | 53 votos na convenção (1ª votação; 4º lugar) | David Bergland           |
| 1988 | Pat Schroeder             | Democrata             | | Michael Dukakis          |
| 1992 | Tennie Rogers             | Republicano           | 754 votos na primária do Texas | George H. W. Bush        |
| 1992 | Georgiana Doerschuck      | Republicano           | 58 votos na primária de Nova Hampshire | George H. W. Bush        |
| 1992 | Caroline Killeen          | Democrata             | 96 votos na primária de Nova Hampshire | Bill Clinton             |
| 1996 | Elvena E. Lloyd-Duffie    | Democrata             | 13.025 votos na primária do Arkansas; 10.876 votos (6º lugar) na primária do Texas; 40.758 na primária de Oklahoma (3º lugar); 11.620 votos (3º lugar) na primária da Luisiana; 15.650 votos (2º lugar) na primária de Illinois | Bill Clinton             |
| 1996 | Heather Anne Harder       | Democrata             | 28.772 votos (3º lugar) na primária do Texas; 376 votos na primária de Nova Hampshire e dois votos republicanos por escrito; 6 votos na primária de Illinois                                                                    | Bill Clinton             |
| 1996 | Caroline Killeen          | Democrata             | 118 votos na primária de Nova Hampshire | Bill Clinton             |
| 1996 | Susan Gail Ducey          | Republicano           | 539 votos (9º lugar) na primária do Arizona; 152 votos (12º lugar) na primária de Nova Hampshire; 1.092 votos (8º lugar) na primária do Texas                                                                                   | Bob Dole                 |
| 1996 | Isabell Masters           | Republicano           | 1.052 votos (7º lugar) na primária de Oklahoma | Bob Dole                 |
| 1996 | Mary "France" LeTulle     | Republicano           | 650 votos (9º lugar) na primária do Texas; 290 votos na primária de Nevada | Bob Dole                 |
| 1996 | Georgiana Doerschuck      | Republicano           | 140 votos na primária de Nova Hampshire | Bob Dole                 |
| 1996 | Tennie Rogers             | Republicano           | 35 votos na primária do Mississippi; 12 votos na primária de Nova Hampshire | Bob Dole                 |
| 2000 | Heather Anne Harder       | Democrata             | 1.358 votos na primária do Arizona; 192 votos (8º lugar) na primária de Nova Hampshire, 1 voto republicano por escrito | Al Gore                  |
| 2000 | Elizabeth Dole            | Republicano           | 231 votos por escrito na primária de Nova Hampshire | George W. Bush           |
| 2000 | Dorian Yeager             | Republicano           | 98 votos (10º lugar) na primária de Nova Hampshire | George W. Bush           |
| 2000 | Angel Joy Chavis Rocker   | Republicano           | 6 votos no straw poll do Alabama | George W. Bush           |
| 2004 | Lorna Salzman             | Verde                 | 40 votos na convenção (5º lugar) | David Cobb               |
| 2004 | JoAnne Bier Beeman        | Verde                 | 14 votos na convenção nacional | David Cobb               |
| 2004 | Carol A. Miller           | Verde                 | 10 votos na convenção nacional | David Cobb               |
| 2004 | Sheila Bilyeu             | Verde                 | 2 votos na convenção nacional | David Cobb               |
| 2004 | Florence Walker           | Democrata             | 246 votos (6º lugar) na primária de Washington, D.C. | John Kerry               |
| 2004 | Katherine Bateman         | Democrata             | 68 votos (14º lugar) na primária de Nova Hampshire | John Kerry               |
| 2004 | Jeanne Chebib             | Democrata             | 43 votos (12º lugar) na primária de Washington, D.C. | John Kerry               |
| 2004 | Caroline Killeen          | Democrata             | 31 votos (19º lugar) na primária de Nova Hampshire | John Kerry               |
| 2004 | Mildred T. Glover         | Democrata             | 11 votos (22º lugar) na na primária de Nova Hampshire; 4.039 votos (8º lugar) na primária de Maryland | John Kerry               |
| 2004 | Carol Moseley Braun       | Democrata             | Retirou-se em janeiro de 2004; 103.189 votos | John Kerry               |
| 2004 | Millie Howard             | Republicano           | 239 votos (13º lugar) na primária de Nova Hampshire | George W. Bush           |
| 2008 | Hillary Clinton           | Democrata             | Segundo lugar nas primárias democratas, ganhando 1.726,5 votos de delegados e mais primárias do que qualquer outra mulher na história.                                                                                          | Barack Obama             |
| 2008 | Caroline Killeen          | Democrata             | 11 votos na primária de Nova Hampshire | Barack Obama             |
| 2008 | Mary Ruwart               | Libertário            | 152 votos na convenção (2º lugar; alcançou o 1º lugar na 5ª votação antes de ser derrotado na 6ª votação) | Bob Barr                 |
| 2008 | Christine Smith           | Libertário            | 6 votos na convenção nacional (8º lugar) | Bob Barr                 |
| 2008 | Kat Swift                 | Verde                 | 38 votos na convenção nacional (3º lugar) | Cynthia McKinney         |
| 2008 | Elaine Brown              | Verde                 | Retirou-se em dezembro de 2007; 9 delegados prometidos (6º lugar) | Cynthia McKinney         |
| 2008 | Nan Garrett               | Verde                 | Retirou-se em fevereiro de 2007 | Cynthia McKinney         |
| 2008 | Susan Gail Ducey          | Republicano           | 2 votos (empate triplo para o 8º lugar) na enquete de Tulsa, Oklahoma | John McCain              |
| 2012 | Susan Gail Ducey          | Constituição          | 15 votos na convenção nacional | Virgil Goode             |
| 2012 | Roseanne Barr             | Verde                 | 72 votos na convenção nacional (2º lugar) | Jill Stein               |
| 2012 | Michele Bachmann          | Republicano           | Retirou-se em janeiro de 2012. | Mitt Romney              |
| 2016 | Carly Fiorina             | Republicano           | Retirou-se em fevereiro de 2016 com 1 delegado prometido em Iowa (10º lugar com 40.666 votos) | Donald Trump             |
| 2016 | Sedinam Moyowasifza-Curry | Verde                 | 13 votos na convenção nacional (3º lugar) | Jill Stein               |
| 2020 | Souraya Faas              | Aliança               | Retirou-se antes da convenção. | Rocky De La Fuente       |
| 2020 | Elizabeth Warren          | Democrata             | Retirou-se em março de 2020 com 83 delegados prometidos. | Joe Biden                |
| 2020 | Amy Klobuchar             | Democrata             | Retirou-se em março de 2020 com 7 delegados prometidos. | Joe Biden                |
| 2020 | Tulsi Gabbard             | Democrata             | Retirou-se em março de 2020 com 2 delegados prometidos. | Joe Biden                |
| 2020 | Kamala Harris             | Democrata             | Retirou-se em dezembro de 2019. Tornou-se a candidata democrata para vice-presidente em 2020 e é a atual vice-presidente. | Joe Biden                |
| 2020 | Kirsten Gillibrand        | Democrata             | Retirou-se em agosto de 2019. | Joe Biden                |
| 2020 | Marianne Williamson       | Democrata             | Retirou-se em janeiro de 2020. | Joe Biden                |
| 2020 | Cherie DeVille            | Democrata             | Retirou-se em janeiro de 2019. | Joe Biden                |
| 2020 | Sorinne Ardeleanu         | Libertário            | 2 votos por escrito na convenção (1ª votação); 1 voto por escrito na convenção (4ª votação) | Jo Jorgensen             |
| 2020 | Laura Ebke                | Libertário            | 1 voto por escrito na convenção (3ª votação) | Jo Jorgensen             |
| 2020 | Souraya Faas              | Libertário            | Retirou-se em maio de 2020 após não conseguir se classificar na rodada de indicações. | Jo Jorgensen             |
| 2020 | Kim Ruff                  | Libertário            | 11 votos na rodada de indicação. | Jo Jorgensen             |
| 2020 | Susan Buchser Lochocki    | Verde                 | 1 voto na convenção nacional | Howie Hawkins            |
| 2020 | Sedinam Moyowasifza-Curry | Verde                 | | Howie Hawkins            |
| 2024 | Nikki Haley               | Republicano           | | Donald Trump             |
| 2024 | Mary Maxwell              | Republicano           | | Donald Trump             |
| 2024 | Rachel Swift              | Republicano           | | Donald Trump             |
| 2024 | Marianne Williamson       | Democrata             | | Joe Biden                |
| Ano  | Nome                      | Partido               | Detalhes | Vencedor da indicação    |

## Candidatas à vice-presidência

### Candidatas que receberam votos do colégio eleitoral
Vice-presidente eleita
| Ano  | Nome              | Partido             | Companheiro de chapa | Votos do colégio eleitoral | Total de votos do colégio eleitoral | Vencedor          |
| ---- | ----------------- | ------------------- | -------------------- | -------------------------- | ----------------------------------- | ----------------- |
| 2020 | Kamala Harris     | Partido Democrata   | Joe Biden            | 306                        | 538                                 | Kamala Harris     |
| 2008 | Sarah Palin       | Partido Republicano | John McCain          | 173                        | 538                                 | Joe Biden         |
| 1984 | Geraldine Ferraro | Partido Democrata   | Walter Mondale       | 13                         | 538                                 | George H. W. Bush |
| 2016 | Elizabeth Warren  | Não aplicável       | Não aplicável        | 2                          | 538                                 | Mike Pence        |
| 2016 | Maria Cantwell    | Não aplicável       | Não aplicável        | 1                          | 538                                 | Mike Pence        |
| 2016 | Susan Collins     | Não aplicável       | Não aplicável        | 1                          | 538                                 | Mike Pence        |
| 2016 | Carly Fiorina     | Não aplicável       | Não aplicável        | 1                          | 538                                 | Mike Pence        |
| 2016 | Winona LaDuke     | Não aplicável       | Não aplicável        | 1                          | 538                                 | Mike Pence        |
| 1972 | Tonie Nathan      | Partido Libertário  | John Hospers         | 1                          | 538                                 | Spiro Agnew       |

### Por voto popular
Esta lista inclui candidatas que concorreram a Vice-presidente dos Estados Unidos e receberam mais de 100.000 votos. Observe que a votação para vice-presidente não é separada nos Estados Unidos e é idêntica à dos indicados presidenciais.

     Vice-presidente eleita
| Nº | Ano  | Foto    | Nome              | Partido                 | Companheiro de chapa | Votos      | Vice-presidente eleito(a) |
| -- | ---- | ------- | ----------------- | ----------------------- | -------------------- | ---------- | ------------------------- |
| 1  | 2020 |         | Kamala Harris     | Partido Democrata       | Joe Biden            | 81.268.924 | Kamala Harris             |
| 2  | 2008 |         | Sarah Palin       | Partido Republicano     | John McCain          | 59.948.323 | Joe Biden                 |
| 3  | 1984 |         | Geraldine Ferraro | Partido Democrata       | Walter Mondale       | 37.577.352 | George H. W. Bush         |
| 4  | 2000 |         | Winona LaDuke     | Partido Verde           | Ralph Nader          | 2.883.105  | Dick Cheney               |
| 5  | 1996 | 596.780 | Winona LaDuke     | Partido Verde           | Ralph Nader          | Al Gore    |                           |
| 6  | 2016 |         | Mindy Finn        | Independente            | Evan McMullin        | 731.991    | Mike Pence                |
| 7  | 1996 |         | Jo Jorgensen      | Partido Libertário      | Harry Browne         | 485.798    | Al Gore                   |
| 8  | 2012 |         | Cheri Honkala     | Partido Verde           | Jill Stein           | 469.628    | Joe Biden                 |
| 9  | 2000 |         | Ezola Foster      | Partido Reformista      | Pat Buchanan         | 449.225    | Dick Cheney               |
| 10 | 2020 |         | Angela Walker     | Partido Verde           | Howie Hawkins        | 404.021    | Kamala Harris             |
| 11 | 1992 |         | Nancy Lord        | Partido Libertário      | Andre Marrou         | 290.087    | Al Gore                   |
| 12 | 1980 |         | LaDonna Harris    | Partido dos Cidadãos    | Barry Commoner       | 233.052    | George H. W. Bush         |
| 13 | 2008 |         | Rosa Clemente     | Partido Verde           | Cynthia McKinney     | 161.797    | Joe Biden                 |
| 14 | 1988 |         | Joyce Dattner     | Partido da Nova Aliança | Lenora Fulani        | 143.858    | Dan Quayle                |
| 15 | 1952 |         | Charlotta Bass    | Partido Progressista    | Vincent Hallinan     | 140.023    | Richard Nixon             |
| 16 | 2004 |         | Pat LaMarche      | Partido Verde           | David Cobb           | 119.859    | Dick Cheney               |

### Todas as candidatas

#### Indicadas pelo partido
| Ano  | Nome                       | Partido                                   | Companheiro(a) de chapa        | Votos      |
| ---- | -------------------------- | ----------------------------------------- | ------------------------------ | ---------- |
| 1884 | Marietta Stow              | Partido Nacional da Igualdade de Direitos | Belva Ann Lockwood             | 4.149      |
| 1924 | Marie Brehm                | Partido da Proibição                      | Herman P. Faris                | 56.289     |
| 1932 | Florence Garvin            | Partido Nacional                          | John Zahnd                     | 1.645      |
| 1936 | Florence Garvin            | Partido Greenback                         | John Zahnd                     |            |
| 1948 | Grace Carlson              | Partido Socialista dos Trabalhadores      | Farrell Dobbs                  | 13.614     |
| 1952 | Charlotta Bass             | Partido Progressista                      | Vincent Hallinan               | 140.023    |
| 1952 | Myra Tanner Weiss          | Partido Socialista dos Trabalhadores      | Farrell Dobbs                  | 10.312     |
| 1952 | Vivien Kellems             | Partido da Constituição*                  | Douglas MacArthur              | 943*       |
| 1956 | Georgia Cozzini            | Partido Trabalhista Socialista            | Eric Hass                      | 44.300     |
| 1956 | Myra Tanner Weiss          | Partido Socialista dos Trabalhadores      | Farrell Dobbs                  | 7.797      |
| 1956 | Ann Marie Yezo             | Terceiro Partido Americano                | Henry B. Krajewski             | 1.829      |
| 1960 | Myra Tanner Weiss          | Partido Socialista dos Trabalhadores      | Farrell Dobbs                  | 60.166     |
| 1960 | Georgia Cozzini            | Partido Trabalhista Socialista            | Eric Hass                      | 47.521     |
| 1968 | Peggy Terry                | Partido Paz e Liberdade                   | Eldridge Cleaver               |            |
| 1972 | Genevieve Gundersen        | Partido Trabalhista Socialista            | Louis Fisher                   | 53.814     |
| 1972 | Tonie Nathan               | Partido Libertário                        | John Hospers                   | 3.674      |
| 1976 | Willie Mae Reid            | Partido Socialista dos Trabalhadores      | Peter Camejo                   | 90.986     |
| 1976 | Constance Blomen           | Partido Trabalhista Socialista            | Jules Levin                    | 9.616      |
| 1980 | La Donna Harris            | Partido dos Cidadãos                      | Barry Commoner                 | 233.052    |
| 1980 | Wretha Hanson              | Partido dos Cidadãos                      | Barry Commoner                 | 8.564      |
| 1980 | Angela Davis               | Partido Comunista                         | Gus Hall                       | 43.871     |
| 1980 | Eileen Shearer             | Partido Independente Americano            | John Rarick                    | 41.268     |
| 1980 | Matilde Zimmermann         | Partido Socialista dos Trabalhadores      | Andrew Pulley                  | 40.105     |
| 1980 | Elizabeth Cervantes Barron | Partido Paz e Liberdade                   | Maureen Smith                  | 18.106     |
| 1980 | Gavrielle Holmes           | Partido Mundial dos Trabalhadores         | Deirdre Griswold               | 13.213     |
| 1980 | Naomi Cohen                | Partido Mundial dos Trabalhadores         | Deirdre Griswold               | 3.790      |
| 1980 | Diane Drufenbrock          | Partido Socialista                        | David McReynolds               | 6.898      |
| 1984 | Geraldine Ferraro          | Partido Democrata                         | Walter Mondale                 | 37.577.352 |
| 1984 | Maureen Kennedy Salaman    | Partido Populista                         | Bob Richards                   | 66.168     |
| 1984 | Nancy Ross                 | Partido da Nova Aliança                   | Dennis L. Serrette             | 46.852     |
| 1984 | Angela Davis               | Partido Comunista                         | Gus Hall                       | 36.386     |
| 1984 | Andrea Gonzales            | Partido Socialista dos Trabalhadores      | Melvin T. Mason                | 24.672     |
| 1984 | Matilde Zimmermann         | Partido Socialista dos Trabalhadores      | Melvin T. Mason                |            |
| 1984 | Gloria La Riva             | Partido Mundial dos Trabalhadores         | Larry Holmes/Gavrielle Holmes  | 15.329     |
| 1984 | Helen Halyard              | Partido da Igualdade Socialista           | Edward Winn                    | 10.801     |
| 1984 | Jean T. Brust              | Partido da Igualdade Socialista           | Edward Winn                    |            |
| 1984 | Emma Wong Mar              | Partido Paz e Liberdade                   | Sonia Johnson                  |            |
| 1988 | Joyce Dattner              | Partido da Nova Aliança                   | Lenora Fulani                  | 143.858    |
| 1988 | Mamie Moore                | Partido da Nova Aliança                   | Lenora Fulani                  | 26.487     |
| 1988 | Florence M. Rice           | Partido do Consumidor                     | Eugene McCarthy                | 25.109     |
| 1988 | Joan Andrews               | Partido Direito à Vida                    | William A. Marra               | 20.504     |
| 1988 | Helen Halyard              | Partido da Igualdade Socialista           | Edward Winn                    | 18.693     |
| 1988 | Kathleen Mickells          | Partido Socialista dos Trabalhadores      | James "Mac" Warren             | 15.604     |
| 1988 | Wynonia Burke              | Partido da Nova Aliança                   | Lenora Fulani                  | 11.888     |
| 1988 | Vikki Murdock              | Partido Paz e Liberdade                   | Herbert G. Lewin               | 10.370     |
| 1988 | Gloria La Riva             | Partido Mundial dos Trabalhadores         | Larry Holmes                   | 7.846      |
| 1988 | Alpha Sunde Smaby          | Partido Progressista do Minnesota         | Eugene McCarthy                | 5.403      |
| 1988 | Maureen Smith              | Partido Paz e Liberdade                   | Eugene McCarthy                | 243        |
| 1988 | Emma Wong Mar              | Partido Paz e Liberdade/Ind. Socialista   | Herbert G. Lewin               | 219        |
| 1988 | Debra Freeman              | Partido da Recuperação Econômica Nacional | Lyndon LaRouche                |            |
| 1988 | Susan Gardner              | Independente                              | Eugene McCarthy                |            |
| 1992 | Nancy Lord                 | Partido Libertário                        | Andre Marrou                   | 290.087    |
| 1992 | Maria Elizabeth Muñoz      | Partido da Nova Aliança                   | Lenora Fulani                  | 73.714     |
| 1992 | Asiba Tupahache            | Partido Paz e Liberdade                   | Ronald Daniels                 | 27.961     |
| 1992 | Barbara Garson             | Partido Socialista                        | J. Quinn Brisben               | 3.057      |
| 1992 | Willie Mae Reid            | Partido Socialista dos Trabalhadores      | James "Mac" Warren             |            |
| 1992 | Estelle DeBates            | Partido Socialista dos Trabalhadores      | James "Mac" Warren             |            |
| 1992 | Doris Feimer               | Partido Americano                         | Robert J. Smith                | 292        |
| 1992 | Joann Roland               | Terceiro Partido                          | Eugene Arthur Hem              |            |
| 1996 | Winona LaDuke              | Partido Verde                             | Ralph Nader                    | 596.780    |
| 1996 | Muriel Tillinghast         | Partido Verde                             | Ralph Nader                    | 75.956     |
| 1996 | Anne Goeke                 | Partido Verde                             | Ralph Nader                    | 12.135     |
| 1996 | Jo Jorgensen               | Partido Libertário                        | Harry Browne                   | 485.798    |
| 1996 | Kate McClatchy             | Partido Paz e Liberdade                   | Marsha Feinland                | 25.332     |
| 1996 | Rosemary Giumarra          | Independente                              | Charles E. Collins             | 8.952      |
| 1996 | Laura Garza                | Partido Socialista dos Trabalhadores      | James Harris                   | 8.476      |
| 1996 | Rachel Bubar Kelly         | Partido da Proibição                      | Earl Dodge                     | 1.298      |
| 1996 | Connie Chandler            | Partido Independente do Utah              | A. Peter Crane                 | 1.101      |
| 1996 | Shirley Jean Masters       | Partido Olhando para Trás                 | Isabell Masters                | 752        |
| 1996 | Anne Northrop              | Partido pela Cura da AIDS                 | Steve Michael                  | 408        |
| 2000 | Winona LaDuke              | Partido Verde                             | Ralph Nader                    | 2.883.105  |
| 2000 | Ezola B. Foster            | Partido Reformista                        | Pat Buchanan                   | 449.225    |
| 2000 | Margaret Trowe             | Partido Socialista dos Trabalhadores      | James Harris                   | 7.378      |
| 2000 | Mary Cal Hollis            | Partido Socialista                        | David McReynolds               | 5.602      |
| 2000 | Gloria La Riva             | Partido Mundial dos Trabalhadores         | Monica Moorehead               | 4.795      |
| 2000 | Sabrina R. Allen           | Independente                              | Cathy Gordon Brown             | 1.606      |
| 2004 | Pat LaMarche               | Partido Verde                             | David Cobb                     | 119.859    |
| 2004 | Janice Jordan              | Partido Paz e Liberdade                   | Leonard Peltier                | 27.607     |
| 2004 | Mary Alice Herbert         | Partido Socialista                        | Walt Brown                     | 10.837     |
| 2004 | Margaret Trowe             | Partido Socialista dos Trabalhadores      | James Harris                   | 7.102      |
| 2004 | Arrin Hawkins              | Partido Socialista dos Trabalhadores      | Róger Calero                   | 3.689      |
| 2004 | Karen Sanchirico           | Independente                              | Ralph Nader                    | 6.168      |
| 2004 | Jennifer A. Ryan           | Partido da Liberdade Cristã               | Thomas J. Harens               | 2.387      |
| 2004 | Teresa Gutierrez           | Partido Mundial dos Trabalhadores         | John Parker                    | 1.646      |
| 2004 | Marilyn Chambers           | Partido da Escolha Pessoal                | Charles Jay                    | 946        |
| 2004 | Irene M. Deasy             | Independente                              | Stanford Andress               | 804        |
| 2008 | Sarah Palin                | Partido Republicano                       | John McCain                    | 59.948.323 |
| 2008 | Rosa Clemente              | Partido Verde                             | Cynthia McKinney               | 161.797    |
| 2008 | Alyson Kennedy             | Partido Socialista dos Trabalhadores      | Róger Calero                   | 7.197      |
| 2008 | Andrea Marie Psoras        | Partido Vote Aqui                         | Jeffrey H. Boss                | 604        |
| 2008 | Patricia Rubacky           | Novo Partido Independente Americano       | Frank McEnulty                 | [ 114 ]    |
| 2012 | Cheri Honkala              | Partido Verde                             | Jill Stein                     | 469.628    |
| 2012 | Cindy Sheehan              | Partido Paz e Liberdade                   | Roseanne Barr                  | 67.326     |
| 2012 | Maura DeLuca               | Partido Socialista dos Trabalhadores      | James Harris                   | 4.117      |
| 2012 | Virginia Abernethy         | Partido Americano da Terceira Posição     | Merlin Miller                  | 2.701      |
| 2012 | Phyllis Scherrer           | Partido da Igualdade Socialista           | Jerry White                    | 1.279      |
| 2016 | Mindy Finn                 | Independente                              | Evan McMullin                  | 449.640    |
| 2016 | Angela Nicole Walker       | Partido Socialista                        | Mimi Soltysik                  | 2.540      |
| 2016 | Hannah Walsh               | Partido Pacifista dos Estados Unidos      | Bradford Lyttle                | 334        |
| 2016 | Kathleen Monahan           | Independente                              | Lynn S. Kahn                   | 5.610      |
| 2020 | Dawn Neptune Adams         | Partido Progressista do Oregon            | Dario Hunter                   | 5.403      |
| 2020 | Karla Ballard              | Independente                              | Brock Pierce                   | 49.700     |
| 2020 | Margaret Bayliss           | Dirigo                                    | M. D. Mitchell                 |            |
| 2020 | Anne Beckett               | Independente                              | Robert Morrow                  |            |
| 2020 | Kendra Bryant              | Partido Republicano (por escrito)         | Barbara Bellar                 |            |
| 2020 | Sheila Cannon              | Independente                              | Deborah Rouse                  |            |
| 2020 | Dayna Chandler             | Genealogy Know Your Family History        | Ricki Sue King                 |            |
| 2020 | Sherrie Dow                | Nenhum (por escrito)                      | Mary Ruth Caro Simmons         |            |
| 2020 | Veronica Ehrenreich        | Independente                              | Ryan Ehrenreich                |            |
| 2020 | Susan C. Fletcher          | Independente                              | Timothy A. Stevens             |            |
| 2020 | Kamala Harris              | Partido Democrata                         | Joe Biden                      | 81.281.888 |
| 2020 | Alyssa Howard              | Independente                              | Shawn Howard                   |            |
| 2020 | Taja Yvonne Iwanow         | Independente Americano                    | Kyle Kopitke                   |            |
| 2020 | Khadijah Jacob Sr.         | Não afiliada                              | Princess Khadijah Jacob-Fambro |            |
| 2020 | Jennifer Jairala           | Independente                              | Abram Loeb                     |            |
| 2020 | Tiara Lusk                 | Partido Vida e Liberdade                  | J. R. Myers                    | 1.372      |
| 2020 | Cynthia McKinney           | Partido Verde do Alasca                   | Jesse Ventura                  | 3.291      |
| 2020 | Melissa Nixon              | Independente                              | Jade Simmons                   | 181        |
| 2020 | Liz Parrish                | Partido Transumanista                     | Charlie Kam                    |            |
| 2020 | Raechelle Pope             | Independente                              | Michael Laboch                 |            |
| 2020 | Darlene Raley              | Partido Republicano (por escrito)         | Albert Raley                   |            |
| 2020 | Claudeliah Roze            | Independente                              | Jade Simmons                   | 6.777      |
| 2020 | Norissa Santa Cruz         | Partido da Igualdade Socialista           | Joseph Kishore                 |            |
| 2020 | Karen M. Short             | Partido Democrata (por escrito)           | Sharon Wallace                 |            |
| 2020 | Elizabeth Storm            | Independente                              | Joe McHugh                     | 2.843      |
| 2020 | Jennifer Tepool            | Não afiliada                              | Jordan "Cancer" Scott          |            |
| 2020 | Michelle Tidball           | Birthday Party                            | Kanye West                     | 70.294     |
| 2020 | Angela Nicole Walker       | Partido Verde/Partido Socialista          | Howie Hawkins                  | 404.021    |
| 2020 | Rachel Wells               | Independente                              | Kasey Wells                    |            |
| Ano  | Nome                       | Partido                                   | Companheiro de chapa           | Votos      |

#### Não indicadas pelo partido
| Ano  | Nome                 | Partido                          | Detalhes                                                                | Vencedor da indicação |
| ---- | -------------------- | -------------------------------- | ----------------------------------------------------------------------- | --------------------- |
| 1848 | Lucretia Mott        | Partido da Liberdade             | 5 de 84 votos                                                           | Charles C. Foote      |
| 1884 | Clemence S. Lozier   | Partido da Igualdade de Direitos | Indicação recusada.                                                     | Marietta Stow         |
| 1924 | Lena Springs         | Partido Democrata                | vários a 50 votos na convenção nacional                                 | Charles W. Bryan      |
| 1928 | Nellie Tayloe Ross   | Partido Democrata                | 31 votos na convenção nacional                                          | Joseph T. Robinson    |
| 1952 | India Edwards        | Partido Democrata                |                                                                         | John Sparkman         |
| 1952 | Sarah T. Hughes      | Partido Democrata                |                                                                         | John Sparkman         |
| 1972 | Shirley Chisholm     | Partido Democrata                | 20 votos na convenção nacional                                          | Thomas Eagleton       |
| 1972 | Frances Farenthold   | Partido Democrata                | 405 votos na convenção nacional                                         | Thomas Eagleton       |
| 1972 | Martha Griffiths     | Partido Democrata                | 1 voto na convenção nacional                                            | Thomas Eagleton       |
| 1972 | Patricia Harris      | Partido Democrata                | 1 voto na convenção nacional                                            | Thomas Eagleton       |
| 1972 | Eleanor McGovern     | Partido Democrata                | 1 voto na convenção nacional                                            | Thomas Eagleton       |
| 1972 | Martha Mitchell      | Partido Democrata                | 1 voto na convenção nacional                                            | Thomas Eagleton       |
| 1972 | Maggie Kuhn          | Partido do Povo                  | indicação recusada                                                      | Benjamin Spock        |
| 1976 | Anne Armstrong       | Partido Republicano              | tema do projeto de campanha; 6 votos na convenção nacional              | Bob Dole              |
| 1976 | Barbara Jordan       | Partido Democrata                | 17 votos na convenção nacional                                          | Walter Mondale        |
| 1976 | Nancy Palm           | Partido Republicano              | 1 voto na convenção nacional                                            | Bob Dole              |
| 1984 | Shirley Chisholm     | Partido Democrata                | 3 votos na convenção nacional                                           | Geraldine Ferraro     |
| 1984 | Jeane J. Kirkpatrick | Partido Republicano              | 1 voto na primária                                                      | George H. W. Bush     |
| 1992 | Susan K.Y. Shargal   | Partido Democrata                | 1.097 votos (2º lugar) nas primárias de Nova Hampshire                  | Al Gore               |
| 1992 | Mary Ruwart          | Partido Libertário               | 129 votos na convenção (1ª votação); 64 votos na convenção (2ª votação) | Nancy Lord            |
| 2000 | Gail Lightfoot       | Partido Libertário               | 7 votos na convenção (1ª votação; 6º lugar)                             | Art Olivier           |
| 2004 | Tamara Millay        | Partido Libertário               | 220 votos na convenção (2º lugar)                                       | Richard Campagna      |
| 2008 | Mary Alice Herbert   | Partido Socialista               |                                                                         | Stewart Alexander     |
| 2012 | Susan Gayle Ducey    | Partido da Constituição          | 8 votos na convenção (5º lugar)                                         | Darrell Castle        |
| 2016 | Alicia Dearn         | Partido Libertário               | 29 votos na convenção (5º lugar)                                        | William Weld          |
| 2016 | Carly Fiorina        | Partido Republicano              | Entrou na chapa de Ted Cruz; campanha suspensa seis dias depois         | Mike Pence            |
| 2020 | Sorinne Ardeleanu    | Partido Libertário               | 3 votos escritos na convenção em 3 cédulas (1 por votação)              | Spike Cohen           |
| 2020 | Laura Ebke           | Partido Libertário               | 1 voto por escrito na convenção (1ª votação)                            | Spike Cohen           |